# الكسندر بيل باترسون
الكسندر بيل باترسون هو سياسي كندي، ولد في 22 أبريل 1911، وتوفي في 2 أبريل 1993. حزبياً، نشط في الحزب الكندي التقدمي المحافظ. وقد انتخب عضو مجلس العموم الكندي.